# Cydosia
Cydosia is een geslacht van vlinders van de familie Uilen (Noctuidae), uit de onderfamilie Acontiinae.

## Soorten
- C. aurivitta Grote & Robinson, 1869
- C. hyva Jones, 1912
- C. majuscula H. Edwards, 1881
- C. mimica Walker, 1866
- C. nobilitella Cramer, 1779
- C. phaedra Druce, 1897
- C. primaeva Draudt, 1927
- C. punctistriga Schaus, 1904
- C. rimata Draudt, 1927
- C. submutata Walker, 1866